# 南区 (大阪市)
南区（みなみく）は、かつて大阪府大阪市にあった区。現在の大阪市中央区の南部に相当する。廃止時の面積は大阪市26区および政令指定都市の行政区のうち最小で、西半は大阪ミナミの繁華街が占めていた。郵便番号は542。区役所跡地は現在大阪市立中央屋内プールとなっている。

## 歴史
- 1869年（明治2年） - 大坂三郷再編により、南大組が発足。
- 1875年（明治8年）4月30日 - 大区小区制施行により、南大組が第2大区となる。
- 1879年（明治12年）2月10日 - 郡区町村編制法施行により、第2大区が南区となる。区役所を南炭屋町に設置。
- 1880年（明治13年） - 区役所を東清水町に移転。
- 1884年（明治17年） - 区役所を鰻谷中之町に移転。
- 1889年（明治22年）4月1日 - 市制施行により、大阪市の行政区へ移行。
- 1891年（明治24年） - 区役所を長堀橋筋1丁目に移転。
- 1897年（明治30年）4月1日 - 大阪市第1次市域拡張により、西成郡西浜町・難波村の全域と木津村・今宮村・東成郡天王寺村・生野村の大阪鉄道（現在の関西本線・大阪環状線）以北・以西を南区へ編入。
- 1909年（明治42年） - 区役所を竹屋町に移転。
- 1925年（大正14年）4月1日 - おおむね上記の旧西成郡域を浪速区へ、旧東成郡域を天王寺区へ分区。
- 1943年（昭和18年）4月1日 - 浪速区よりなんさん通り以北を、天王寺区より千日前通以北・上町筋以西を編入し、湊町を浪速区へ移譲。
- 1989年（平成元年）2月13日 - 東区と統合され、中央区となる。

## 人口
- 1920年　374,451
- 1925年　121,406
- 1930年　119,793
- 1935年　119,094
- 1940年　104,638
- 1945年　 12,579
- 1947年　 31,518
- 1950年　 52,713
- 1955年　 68,106
- 1960年　 73,516
- 1965年　 63,349
- 1970年　 49,692
- 1975年　 41,938
- 1980年　 36,982
- 1985年　 34,807

## 区長
- 浮田桂造：1889年 - 1890年

## 著名な出身者
- 秋野暢子（女優）
- 朝井閑右衛門（洋画家）
- 安藤孝子（元京都祇園甲部芸妓・孝千代。「11PM」大阪版（よみうりテレビ制作）で藤本義一の初代ホステスを務めた。4歳から京都育ち）
- 今田耕司（お笑い芸人）
- 花月亭九里丸（漫談家）
- 五味國枝 （女優、大阪市立精華小学校卒業）
- 五味康祐（作家）
- 瀬戸わんや（お笑い芸人）
- 直木三十五（作家）
- 二世中村鴈治郎（歌舞伎役者・四代坂田藤十郎・中村玉緒の父）
- 初代桂春団治 - 落語家
- 中邨秀雄（吉本興業元会長）
- 萩原雄祐（天文学者）
- 長谷川季子（女優）
- 林家ペー（タレント・漫談家、大阪市立精華小学校卒業）
- ピーター（歌手・俳優。上方舞吉村流4代目家元、堺市生まれ）
- 藤山寛美（喜劇役者、大阪市立精華小学校卒業）
- 村上世彰（村上ファンド代表）
- 山田五十鈴（女優）
- 山本俊彦（音楽プロデューサー・シンガーソングライター。元ハイ・ファイ・セット、赤い鳥）
- 山崎豊子（作家）